# CONCACAF Champions' Cup 1977
La CONCACAF Champions' Cup 1977 è stata la 13ª edizione della massima competizione calcistica per club centronordamericana, la CONCACAF Champions' Cup.

## Nord America
| Squadra 1    | Totale | Squadra 2               | Andata | Ritorno |
| ------------ | ------ | ----------------------- | ------ | ------- |
| Club América | w.o    | New York Inter-Giuliana | w.o    | {{{7}}} |

## Centro America

### Primo turno
| Squadra 1          | Totale | Squadra 2        | Andata | Ritorno |
| ------------------ | ------ | ---------------- | ------ | ------- |
| C.D. Águila        | 1-3    | CSD Municipal    | 0-2    | 1-1     |
| Diriangén FC       | w.o    | Deportivo Mexico | w.o    | {{{7}}} |
| Deportivo Saprissa | w.o    | Real CD España   | w.o    | {{{7}}} |

### Secondo turno
| Squadra 1          | Totale | Squadra 2    | Andata | Ritorno |
| ------------------ | ------ | ------------ | ------ | ------- |
| CSD Municipal      | 16-1   | Diriangén FC | 13-1   | 3-1     |
| Deportivo Saprissa | w.o    | CD Motagua   | w.o    | {{{7}}} |

### Terzo turno
| Squadra 1     | Totale | Squadra 2          | Andata | Ritorno |
| ------------- | ------ | ------------------ | ------ | ------- |
| CSD Municipal | 1-3    | Deportivo Saprissa | 1-2    | 0-1     |

## Caraibi

### Primo turno
| Squadra 1     | Totale | Squadra 2   | Andata | Ritorno |
| ------------- | ------ | ----------- | ------ | ------- |
| Defence Force | 0-4    | Violette AC | 0-2    | 0-2     |
| Pele F.C.     | 3-4    | Voorwaarts  | 2-0    | 1-4     |
| SV Robinhood  | 6-0    | YMCA        | 5-0    | 1-0     |

### Secondo turno
| Squadra 1  | Totale | Squadra 2    | Andata | Ritorno |
| ---------- | ------ | ------------ | ------ | ------- |
| Voorwaarts | 0-2    | SV Robinhood | 0-1    | 0-1     |

### Terzo turno
| Squadra 1   | Totale | Squadra 2    | Andata | Ritorno |
| ----------- | ------ | ------------ | ------ | ------- |
| Violette AC | 0-1    | SV Robinhood | 0-0    | 0-1     |

### Quarto turno
| Squadra 1 | Totale | Squadra 2    | Andata | Ritorno |
| --------- | ------ | ------------ | ------ | ------- |
| TECSA     | 2-4    | SV Robinhood | 1-1    | 1-3     |

## CONCACAF

### Semifinale
| Squadra 1    | Totale | Squadra 2          | Andata | Ritorno |
| ------------ | ------ | ------------------ | ------ | ------- |
| Club América | w.o    | Deportivo Saprissa | w.o    | {{{7}}} |

### Finale
| Suriname 1978-01-15                                         | SV Robinhood | 0 – 1                     | Club América | Paramaribo |
| \| \| \| \| \| \| Marcatori \| 49’ Luis Alberto da Costa \| |              |                           |              |            |
|                                                             |              |                           |              |            |
|                                                             | Marcatori    | 49’ Luis Alberto da Costa |              |            |

| Suriname 1978-01-17                                               | SV Robinhood | 1 – 1          | Club América | Paramaribo |
| \| \| \| \| \| Errol Emanuelson \| Marcatori \| 70’ Hugo Kiese \| |              |                |              |            |
|                                                                   |              |                |              |            |
| Errol Emanuelson                                                  | Marcatori    | 70’ Hugo Kiese |              |            |

## Campione
| CONCACAF Champions' Cup 1977 Club América Primo titolo |